# Mette Vestergaard Larsen
Mette Vestergaard Brandt f.Vestergaard Larsen (født 27. november 1975 i Taastrup) er en tidligere dansk håndboldspiller på det danske kvindelandshold i håndbold.
Som spiller deltog hun i og var med til at vinde OL i 2000 og i 2004. 